# Lepanthes corrugata
Lepanthes corrugata är en orkidéart som beskrevs av Carlyle August Luer och Stig Dalström. Lepanthes corrugata ingår i släktet Lepanthes och familjen orkidéer. Inga underarter finns listade i Catalogue of Life.